# Cheiridium fallax
Cheiridium fallax är en spindeldjursart som beskrevs av Beier 1970. Cheiridium fallax ingår i släktet Cheiridium och familjen dvärgklokrypare. Inga underarter finns listade i Catalogue of Life.